# Bibliothèque publique d'information
La Bibliothèque publique d’information, conosciuta anche con l'acronimo Bpi, è la principale biblioteca pubblica di Parigi. Istituita come ente pubblico nazionale, ha lo status di organizzazione associata al Centre Pompidou, all'interno del quale si trova fisicamente. Contiene circa 400 000 documenti, inclusi 371 000 volumi.

## Storia

### Genesi del progetto
Il progetto di una grande biblioteca pubblica di lettura nel centro di Parigi, diretta ad alleviare la congestione presso la Biblioteca nazionale, prese forma con la decisione di trasferire la centrale Halles a Rungis, nel 1963-1965. L'amministratore generale della Biblioteca Nazionale, Étienne Dennery, aveva suggerito di sfruttare il sito lasciato libero per trasferire questa istituzione.
Nel 1966 fu creato un comitato interministeriale per la lettura pubblica sotto la guida di Georges Pompidou, che diede grande importanza a questo problema, e la nuova biblioteca fu prevista nel V piano. Doveva offrire 1 300 posti di lettura, contenere 1 000 000 di volumi e 2 000 periodici su 11 000 m2, ed essere aperta a tutti. Il programma venne approvato dal ministro della Pubblica Istruzione, Alain Peyrefitte, l'11 dicembre 1967. Il 24 ottobre 1968, sotto la guida di René Capitant, il Consiglio di Parigi fissò l'ubicazione della biblioteca pubblica sull'altopiano del Beaubourg, di proprietà della città di Parigi. Un progetto architettonico, che prevedeva la realizzazione di più edifici in mezzo a spazi verdi, fu redatto dall'architetto Bernard Faugeron.
Secondo Jean-Pierre Seguin, all'epoca capo curatore della Biblioteca Nazionale e che sarebbe diventato il primo direttore della Bpi: "La sua vocazione sarà quella di biblioteca informativa e la composizione del suo patrimonio sarà orientata allo studio generale non specialistico. Le collezioni interesseranno tutte le discipline e riguarderanno sia la produzione estera che quella francese. Alla crisi, allora ampiamente riconosciuta e denunciata della lettura, che si manifestava in particolare con il declino della pratica della lettura, Jean-Pierre Seguin proponeva di rispondere con apparecchiature che non avessero la vocazione della lettura ma dell'informazione. Per lui la biblioteca era un "centro vivo di cultura e informazione" dove l'utente, munito di tutti i mezzi necessari all'orientamento, doveva poter compiere la sua scelta in piena libertà, e non deve guidare il lettore verso questo o quel tipo di lavoro. La nuova sede, scriveva Jean-Pierre Seguin, “sarà intesa come informazione più che per la semplice lettura, questa informazione consistendo poi nel permettere agli utenti di avere un inventario aggiornato dei fondi di altre biblioteche, di analizzare il contenuto dei documenti acquisiti, di selezionare bibliografie, e di avere un servizio di risposta per telefono".

### Messa in opera
In seguito alla decisione presa nel dicembre 1969 dal Presidente della Repubblica, Georges Pompidou, di creare un nuovo museo di arte moderna sull'altopiano del Beaubourg, si decise, nel febbraio 1970, di unire i due progetti in un'unica struttura culturale. Nella concezione del presidente Pompidou, la biblioteca doveva attirare visitatori che potessero poi scoprire le altre attività culturali offerte.
Fin dall'inizio, la nuova sede fu fortemente criticata dai bibliotecari, che misero in dubbio la mancanza del prestito dei libri nonché, più a fondo, il concetto stesso di biblioteca dell'informazione, voltando le spalle alla tradizionale politica di sviluppo della lettura.
La nuova biblioteca doveva essere un'istituzione pilota, una vetrina per tutte le innovazioni nell'informazione e nella lettura pubblica. Oltre al libero accesso alle raccolte cartacee e periodiche, doveva offrire ai lettori l'accesso, alle stesse condizioni, alle nuove tecnologie, vale a dire, al momento della sua apertura, ai documenti audiovisivi. Anche Jean-Pierre Seguin, il suo fondatore, voleva che la Bpi fosse la prima biblioteca in Francia ad avere un sistema informatico; inoltre, in modo visionario, poiché la tecnologia disponibile non era ancora all'altezza di questa ambizione, questo sistema informatico non doveva essere uno strumento di gestione al servizio dei bibliotecari, ma uno strumento di ricerca al servizio dei lettori.
La Bibliothèque publique d'information venne formalmente istituita con decreto n. 76-82 del 27 gennaio 1976. Venne aperta al pubblico un anno dopo, il 31 gennaio 1977.

### La riqualificazione 1997-2000
Nell'autunno del 1997, il Centre Pompidou e i suoi vari dipartimenti vennero chiusi per una ristrutturazione generale completata alla fine del 1999. Durante questo periodo, la Bpi aprì dei locali temporanei e ristretti nel vicino quartiere di Horloge, rue Brantôme, mentre portava avanti un progetto di ri-informatizzazione globale del suo sistema documentario. Il Centre Pompidou riaprì le sue porte nel gennaio 2000. L'accesso alla biblioteca è ora dal retro del Centro, rue Beaubourg. Nel 2015, per migliorare il tempo di attesa, che può raggiungere anche le quattro ore, adotta un sistema per trasmettere l'afflusso in tempo reale attraverso un'applicazione mobile dedicata e interroga il "punto" della sua coda relativizzandola grazie a misurazioni oggettive. Degli 8 livelli accessibili al pubblico del Centre Pompidou per complessivi 45 000 m2, la Bpi, con una propria caffetteria e il cui ingresso è ora indipendente dal Forum, occupa un terzo del livello 1 del mezzanino e dei livelli 2 e 3, o circa 17 000 m2 tra cui 10 400 m2 di sale di lettura. Il resto dell'edificio, di circa 28 000 m2 è infatti dedicato al Musée National d'Art Moderne, che comprende 18 500 m2 di spazi espositivi permanenti e temporanei, oltre ai relativi annessi e altri spazi collegati ad esso (laboratori didattici, librerie, boutique, ristoranti...).
Dalla riapertura, offre un sistema documentario molto più sviluppato: dallo stesso computer l'utente può accedere al catalogo e alle varie banche dati della biblioteca, nonché ai CD-ROM selezionati e ai siti Internet. Offre anche la consultazione dei suoi documenti sonori tramite robot. Nel 2004 ha modernizzato la consultazione della sua collezione di film documentari: i film possono ora essere visualizzati sulle postazioni multimediali, allo stesso modo delle banche dati, del catalogo e dei siti Internet selezionati. Nel 2006 ha messo in servizio un portale documentario che sostituisce il precedente sistema apportando sostanziali miglioramenti: consultazione tematica delle diverse tipologie di risorse elettroniche (film, siti web ecc.).
Nel 2008, ha rinnovato il suo sito web integrando problemi di accessibilità.
Nel 2013-2014 ha lanciato un progetto di rinnovamento del suo sito web: tre siti web sono stati messi online nell'ottobre 2014:
- il sito istituzionale www.bpi.fr[8], che presenta informazioni generali sulla biblioteca, le sue missioni, nonché le collezioni e informazioni pratiche;
- il sito professionale[9] che ha lo scopo di presentare informazioni e servizi destinati ai professionisti della biblioteca e della documentazione, nonché le azioni di cooperazione realizzate o alle quali la Bpi partecipa;
- il webmagazine Balises[10], che presenta "contenuti tematici su argomenti di attualità".

Contestualmente viene reso disponibile online il nuovo catalogo basato su un sistema di ricerca federato Infine, c'è il sito del Catalogo nazionale dei film documentari, una selezione di 1.500 film documentari i cui diritti sono negoziati per le mediateche pubbliche.
Dal 2015 è presente anche su mobile attraverso tre applicazioni, il cui campo di attività supera quello della Bpi:
- Eurêkoi che consente agli utenti di Internet di porre le loro domande, ma anche di accedere a un motore di ricerca che indicizza più di 5.000 domande e risposte selezionate dai bibliotecari.
- Affluences che permette ai visitatori di conoscere gli orari, i servizi ma soprattutto i tempi di attesa attuali e previsti per ogni ora del giorno, tutti aggiornati ogni minuto.
- Il Centre Pompidou che permette di scoprire le collezioni d'arte moderna del museo in cui si trova la biblioteca.

## Missioni e organizzazione
La Bpi ha alcune caratteristiche che la distinguono dalla maggior parte delle altre biblioteche pubbliche:
- ente pubblico nazionale: non è una biblioteca comunale, ma un ente pubblico nazionale posto sotto la vigilanza del Ministero dei Beni e delle Attività Culturali (si tratta di un "Biblioteca Nazionale", come indicato dal decreto che l'ha creata[14]);
- nessun prestito: non effettua prestiti e le sue collezioni sono riservate alla consultazione in loco;
- nessun costo tutte le collezioni sono disponibili gratuitamente. La BPI non aveva spazio di archiviazione e, di conseguenza, è stata pioniera nell'introduzione in Francia della capacità di rimuovere ogni anno dalle collezioni tanti documenti;
- missione di cooperazione nazionale: esercita anche una missione di cooperazione nazionale. Fin dall'inizio la Bpi ha dovuto redigere un catalogo dei fondi di altre biblioteche francesi e aggiornarlo in tempo reale, in modo che potesse poi essere utilizzato da altre biblioteche. Questo progetto non ha mai visto la luce, ma ha illustrato la vocazione di "testa di rete", quello che Jean-Pierre Seguin aveva voluto dare alla Bpi.

La Bpi offre servizi di autoapprendimento, a partire da una mediateca linguistica, che consente ai visitatori di apprendere autonomamente la lingua prescelta e che ha riscosso molto successo.
Il ruolo di rete della Bpi si esercita in particolare guidando il sistema Eurêkoi e coordinando la "Rete Carel" per la negoziazione collettiva dell'accesso a determinate risorse digitali a beneficio delle biblioteche locali.
Lo statuto della Bpi è fissato dal Capo II del Titolo IV del Libro III della parte normativa del Codice dei beni. È amministrata da un consiglio di amministrazione il cui presidente è d'ufficio il presidente del Centre Georges-Pompidou, e diretto da un direttore nominato con decreto del Presidente della Repubblica su proposta del ministro della Cultura e dopo il parere del presidente del Centro.

## Direttori della Bpi
- 1976 - 1977: Jean-Pierre Seguin[18]
- 1977 - 1983: René Filetto[19]
- 1983 - 1990: Michel Melot[20]
- 1990 - 1993: Jacques Bourgain[21]
- 1993 - 2001: Martine Blanc-Montmayeur[22]
- 2001 - 2006: Gerald Grunberg[23]
- 2006 - 2010: Thierry Grognet[24]
- 2010 - 2013: Patrick Bazin[25]
- 2014 - : Christine Carrier[26]